# 福岡星児
福岡 星児（ふくおか せいじ、1926年2月 - 2003年1月22日）は、日本の文学者。北海道大学教授としてロシア語、ロシア文学、スラヴ文献学の研究および教育に加えて北海道大学スラブ研究センターの発展にも貢献し、ロシア中世文学、ウクライナ文学、ポーランド文学などの分野でも優れた翻訳や研究論考をのこした。北海道大学名誉教授。

## 経歴
大正15年（1926年）兵庫県神戸市に生まれ、後に北海道札幌市に転居して札幌二中（現在の札幌西高）を卒業した後、満州国立大学哈爾浜学院（ハルピン学院）でロシア語を学ぶ。
1947年に北海道大学法文学部に第一期生として入学し、木村彰一の指導を受けてロシア文学、スラヴ文献学の研究を始めた。1950年春に北大卒業後、北海道新聞社勤務を経て同年10月に北海道大学露文学講座の助手となり、1978年7月には文学部教授となる。
1989年3月に文学部教授を定年退官したが、退官の3年前頃から悪性リンパ腫を患って体調を崩しており、2003年1月22日に死去。76歳没。

## 業績
日本人として初めて、1960年9月から1961年9月までウクライナのキエフ大学に留学した経験があり、『ボリスとグレープの物語』の翻訳及び注解をはじめとするロシア中世文学の分野において研究業績を発表した。また、1983年にキエフで開かれた第9回国際スラビスト会議では、『過ぎし年月の物語』におけるオレーグの死の予言とその実現をめぐる挿話の解釈についての研究報告を行い、高い評価を受けた。
このほか、日本で最初のウクライナ語原典からの翻訳とされるM・コツュビンスキイ (Mykhailo Kotsiubynsky) 『人生の書に記されしこと』（1965年、筑摩書房）や、ポーランド作家ヤロスワフ・イヴァシュキェヴィッチの『尼僧ヨアンナ』（1967年、恒文社）など、ロシア語以外のスラヴ言語でもすぐれた業績を残した。
没後10年を経て、ニコライ・ゴーゴリ『タラース・ブーリバ』（2013年、未知谷）が刊行された。ISBN 978-4896424201